# Badsaryn Süchbaatar
Badsaryn Süchbaatar (mongolisch Базарын Сүхбаатар, englisch Bazaryn Sükhbaatar; * 15. Mai 1943 in Bulgan) ist ein ehemaliger mongolischer Ringer.

## Karriere
Badsaryn Süchbaatar nahm an den Olympischen Spielen 1964 und 1968 teil. 1964 schied er nach zwei Niederlagen vorzeitig aus, vier Jahre darauf schied er in der vierten Runde nach zwei Siegen und zwei Niederlagen aus.